# Vivere - The Best of Andrea Bocelli
Vivere - The Best of Andrea Bocelli è la seconda raccolta di brani musicali interpretati dal cantante lirico italiano Andrea Bocelli, pubblicata nel 2007.

## Tracce
1. La voce del silenzio - 4:55
2. Sogno - 4:00
3. Il mare calmo della sera - 4:39
4. Dare to Live (vivere) (duetto con Laura Pausini) - 4:18
5. Canto della Terra - 3:59
6. A te (featuring Kenny G al sassofono) - 4:09
7. Bésame mucho - 4:02
8. Mille lune mille onde - 3:59
9. Time to Say Goodbye (duetto con Sarah Brightman) - 4:05
10. Io ci sarò (featuring Lang Lang al pianoforte) - 4:49
11. Romanza - 3:42
12. Vivo per lei (duetto con Giorgia) - 4:25
13. Melodramma - 4:07
14. Bellissime stelle - 4:14
15. The Prayer (duetto con Céline Dion) - 4:27
16. Because We Believe (duetto con Marco Borsato) - 4:40

## Successo commerciale
In classifica ha raggiunto il primo posto in Polonia ed in Ungheria, il secondo in Italia, il terzo nei Paesi Bassi, Norvegia e Portogallo, il quarto in Svezia, nella Official Albums Chart e nella Recording Industry Association of New Zealand, il quinto in Danimarca e la nona posizione nella Billboard 200 ed ha venduto oltre 3 500 000 copie.
In Corea del Sud ha venduto rispettivamente  2 268 copie nel 2011, 1 495 copie vendute nel 2013, 1 385 copie nel 2015 e 775 copie nel 2016, risultando uno dei dischi internazionali più venduti nelle varie annate.

## Classifiche

### Classifiche settimanali
| Classifica (2007-18) | Posizione massima |
| -------------------- | ----------------- |
| Australia            | 11                |
| Austria              | 13                |
| Belgio (Fiandre)     | 12                |
| Belgio (Vallonia)    | 10                |
| Canada               | 8                 |
| Danimarca            | 5                 |
| Europa               | 2                 |
| Finlandia            | 11                |
| Germania             | 28                |
| Giappone             | 15                |
| Grecia               | 2                 |
| Irlanda              | 6                 |
| Italia               | 2                 |
| Norvegia             | 3                 |
| Nuova Zelanda        | 4                 |
| Paesi Bassi          | 3                 |
| Polonia              | 2                 |
| Portogallo           | 3                 |
| Regno Unito          | 4                 |
| Repubblica Ceca      | 11                |
| Slovacchia           | 71                |
| Slovenia             | 15                |
| Spagna               | 21                |
| Stati Uniti          | 9                 |
| Stati Uniti (latin)  | 193               |
| Svezia               | 4                 |
| Svizzera             | 15                |

### Classifiche di fine anno
| Classifica (2007)              | Posizione |
| ------------------------------ | --------- |
| Australia                      | 68        |
| Belgio (Vallonia)              | 80        |
| Italia                         | 18        |
| Mondo                          | 28        |
| Paesi Bassi                    | 21        |
| Regno Unito                    | 19        |
| Svizzera                       | 99        |
| Ungheria                       | 3         |
| Classifica (2008)              | Posizione |
| Canada                         | 25        |
| Europa                         | 21        |
| Italia                         | 36        |
| Paesi Bassi                    | 52        |
| Regno Unito                    | 77        |
| Stati Uniti                    | 74        |
| Ungheria                       | 20        |
| Classifica (2011)              | Posizione |
| Corea del Sud (internazionale) | 84        |
| Classifica (2013)              | Posizione |
| Corea del Sud (internazionale) | 89        |
| Classifica (2015)              | Posizione |
| Corea del Sud (internazionale) | 57        |
| Classifica (2016)              | Posizione |
| Corea del Sud (internazionale) | 98        |
| Classifica (2022)              | Posizione |
| Polonia                        | 70        |